# New Holland (Pennsylvania)
New Holland is een plaats (borough) in de Amerikaanse staat Pennsylvania, en valt bestuurlijk gezien onder Lancaster County.
De plaats is voornamelijk bekend van de gelijknamige tractor- en graafmachinebouwer die hier begonnen is.

## Demografie
Bij de volkstelling in 2000 werd het aantal inwoners vastgesteld op 5092.
In 2006 is het aantal inwoners door het United States Census Bureau geschat op 5146, een stijging van 54 (1,1%).

## Geografie
Volgens het United States Census Bureau beslaat de plaats een oppervlakte van
5,4 km², geheel bestaande uit land. New Holland ligt op ongeveer 133 m boven zeeniveau.

## Plaatsen in de nabije omgeving
De onderstaande figuur toont nabijgelegen plaatsen in een straal van 12 km rond New Holland.